# Michail Weretennikow
Michail Iwanowitsch Weretennikow (russisch Михаил Иванович Веретенников; * 1946; † 16. März 2024) war ein sowjetischer Skispringer.

## Werdegang
Sein internationales Debüt gab Weretennikow bei der Vierschanzentournee 1964/65. Dabei sprang er beim Neujahrsspringen auf der Großen Olympiaschanze in Garmisch-Partenkirchen auf den 10. Platz. Diese Platzierung wiederholte er auf der Bergiselschanze in Innsbruck. Da er nur diese beiden Springen bestritt, beendete er die Tournee auf dem 49. Platz der Gesamtwertung. Bei der folgenden Vierschanzentournee 1965/66 sprang Weretenikow nur in Innsbruck. Dabei erreichte er mit Rang sechs das beste Einzelresultat seiner Karriere. In der Gesamtwertung landete er auf Platz 89. Bei seiner letzten Vierschanzentournee 1966/67 startete er noch einmal in Oberstdorf. Obwohl er dort auf der Schattenbergschanze Rang sieben erreichte, brach er die Tournee ab und wurde 73. der Gesamtwertung.

## Erfolge

### Vierschanzentournee-Platzierungen
| Saison  | Platz | Punkte |
| ------- | ----- | ------ |
| 1964/65 | 49.   | 603,4  |
| 1965/66 | 89.   | 204,9  |
| 1966/67 | 73.   | 194,5  |